# Catalunya Artística
Catalunya Artística fue una revista catalana que se publicó desde junio de 1900 hasta abril de 1905. La fundó Joaquim Ayné i Rabell, un poeta barcelonés que fue director y propietario de la misma. La revista tenía tirada semanal, estaba escrita en catalán y era de temática literaria y artística. Principalmente enfocada en el teatro y la poesía pero también mostraba interés por otras artes como la pintura, la escultura o la música y tenía una ideología claramente catalanista y patriótica.
Tuvo dos épocas: la primera comprende desde junio de 1900 hasta febrero de 1903 y la segunda desde julio de 1904 hasta la publicación del último número en abril de 1905.

## Origen e historia
El principio de siglo y hasta aproximadamente el 1910 fue un periodo muy fructífero en Cataluña, y en concreto la ciudad de Barcelona, donde empezaron a nacer revistas que se dedicaban a publicar temas sobre todo relacionadas con la cultura, pero también en las ciencias, en el seno de una Cataluña en plena efervescencia en todos los niveles.
Cataluña Artística se definió como una «Revista ilustrada de artes, letras y ciencias.» Aunque la presencia de artículos relacionados con la actividad científica fue muy escasa. Se dedicó casi exclusivamente a la temática literaria, con especial atención en la poesía y el teatro. Otros ámbitos como las artes plásticas y la música quedaron en segundo plano.
La revista se quedó dividida en dos épocas y editó su primer ejemplar el 14 de junio de 1900, donde definió sus objetivos y propósitos en la presentación. Así, en la primera página de esta presentación declaran ¿A qué venimos y se marcaban una serie de objetivos muy claros: conseguir disfrutar de la literatura, el arte y el teatro local. En segundo lugar subrayaban la idea de resaltar el movimiento intelectual en Cataluña y hablar sobre aspectos culturales del resto del mundo. Como se observa a lo largo de los números publicados, sobre todo a partir de la mitad de la primera época, se tendió cada vez más a centrarse en la actividad cultural de Cataluña. La primera época acaba con el número 139, del 12 de febrero de 1903. El 14 de junio de 1904, fue cuando volvió a editarse, apareció la nueva publicación en lo que se conoce como segunda época de la revista. El último número se publicó el 13 de abril de 1905. Cambió muchas veces de imprenta pero todas siempre estaban ubicadas en Barcelona. Del número 1 al 16 se imprimió en can Bahía, de la calle del doctor Dou 14; del número 17 al 29 en la plaza de la Igualdad número 3, en el número 30, Fidel Giró se hizo cargo de la impresión , y desde el número 82 se imprimió en can López Robert calle Conde del Asalto número 6. En el número 22 de la segunda época anunciaron la adquisición de una imprenta propia, el traslado se hizo efectivo a partir del número 36. La misma imprenta se trasladó de la calle Vertallans 7, al Local de la Administración de Imprenta, en el pasaje de Mercader número 10.
La poca información de la revista y la gran importancia de muchas otras que tuvieron gran éxito en la misma época, han dejado un poco oscuros algunos aspectos como por ejemplo el cierre y fin repentino de la publicación, en abril de 1905 o el cambio inesperado de director sin justificación durante los últimos números de la primera época.

## Lenguaje y terminología

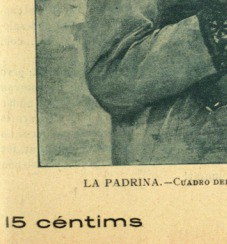
Detalle de la portada con el precio.

La revista no es un buen ejemplo para ver los cambios que se produjeron en la escritura catalana durante la primera mitad del siglo XX, pero sí que sirve para ver cómo se escribía antes de la instauración de las normas lingüísticas de Pompeu Fabra. Hay que recordar y tener presente que la normalización de la Gramática catalana hecha por Pompeu Fabra aún tardó unos años en hacerse y ser aceptada. En 1906 Pompeu Fabra participaba en el I Congreso Internacional de la Lengua Catalana, en 1912 editó una Gramática de la lengua Catalana aún hecha en castellano y en 1913 las Normas ortográficas. El Diccionario ortográfico de 1917 acabaría de completar la Gramática de la lengua Catalana y en 1918 se acabaría aceptando como oficial.

## Precio y zona de distribución
La revista tenía un coste de 15 céntimos para los números corrientes y 20 céntimos para los números atrasados. También había la posibilidad de suscribirse a la revista bien de forma trimestral (desde Barcelona) que tenía un coste de 2 pesetas, de forma semestral a 4 pesetas. En el caso de una suscripción en el extranjero el coste era de 12 francos. No fue hasta el número 47 de la primera época, ya en el año 1901, que la revista se empezó a distribuir también en París, en el Boulevard Montmartre, en le kiosque número 50, propiedad de la señora Madame Scheneider. Gracias a su distribución en París fue conocida por los medios franceses. La célebre revista francesa Mercure de France dedicó un elogioso artículo a Cataluña Artística:

Cataluña Artística es una revista literaria muy interesante. Se trata, más que de un diario, de uno de estos excelentes periódicos, la desaparición de los cuales lamentamos en Francia. Ilustrado con buen gusto, nos presentan, una tras otra, las glorias de Cataluña; versos, cuentos, artículos de actualidad y sobre todo, un boletín de noticias suficiente para darle un buen renombre.

## Números especiales

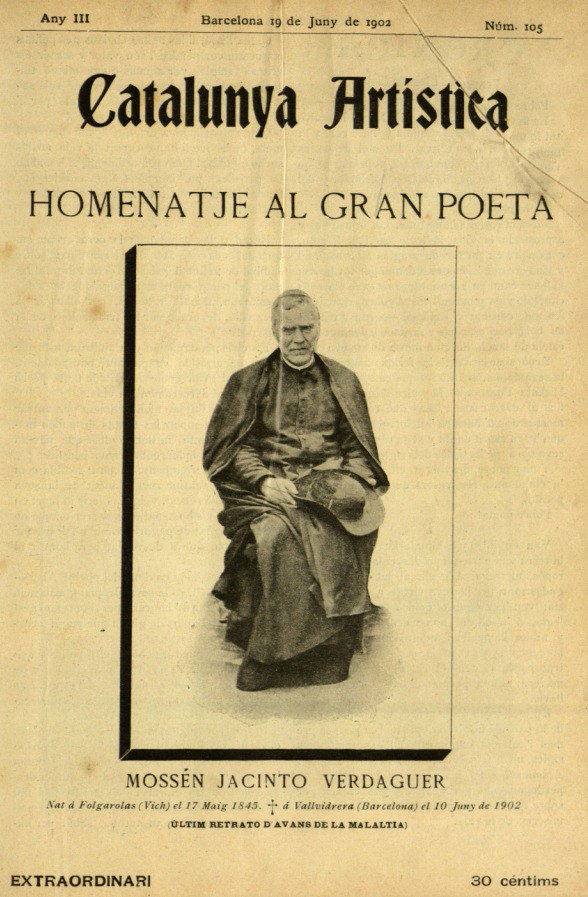
Número dedicado a Jacinto Verdaguer.

Catalunya Artística publicó varios números especiales durante sus pocos años de vida. Se editaban en honor a personajes destacados del mundo de la cultura, durante las festividades más importantes del año o en función de algún acontecimiento importante. Algunos de estos números especiales podían tener un precio más elevado y un mayor número de páginas. La temática se centraba en el motivo que había impulsado su publicación.
El primer ejemplo es el de Frederic Soler i Hubert más conocido bajo el seudónimo de Serafí Pitarra, al que se dedicó el número 4 de la primera época que se publicó el día del 5.º aniversario de su muerte (4 de julio de 1895). Se dedicaba todo el número a él, incluyendo poemas (algunos inéditos), artículos de opinión sobre su obra, artículos sobre su vida y personalidad, etc. También empezó la iniciativa de recaudar dinero de los suscriptores para enviarlos a la Comisión de Monumentos de Barcelona, encargada de la construcción del monumento en recuerdo del artista, que tras cinco años de su muerte, aún no había terminado. Esta iniciativa se prolongó durante toda la vida de la revista y era recordada con un pequeño anuncio en la sección «noticias».
Los números en relación con festividades hacían alusión reiterada hacia aspectos religiosos, y los números dedicados a artistas o personalidades es centrarán en su figura. Algunos ejemplos: El número 73 se publicó la víspera del día de Todos los Santos del año 1901 y trata el tema de la muerte, dedicándole poemas, reflexiones, la parte gráfica e incluso una composición musical de Eusebi Guiteras titulada marcha fúnebre y escrita expresamente para la ocasión. El número 93 es un número extraordinario de Semana Santa donde todo el contenido gira en torno a la tradición religiosa. Tiene más páginas y un precio de 50 céntimos.
El 19 de junio de 1902, nueve días después de la muerte de Jacinto Verdaguer aparece el número 105 extraordinario, a un precio de 30 céntimos. Es más largo que habitualmente y está íntegramente dedicado a la persona, vida y obra del poeta. El número 133 era un número extraordinario especial de año nuevo, publicado el 1 de enero de 1903. La distribución del número no varía mucho de los números ordinarios, sólo aparece un artículo que habla de la Navidad y de un accidente ocurrido el día de reyes. El número 137 estuvo dedicado al doctor Norberto Quirno Costa, vicepresidente de la República Argentina, que hizo una breve visita a Barcelona pocos días antes de esta publicación. El número 6 de la segunda época era un número dedicado exclusivamente al arquitecto modernista Puig i Cadafalch. Este especial incluía 15 grabados con obras de este célebre artista.Catalunya Artística, 2.ª época, núm. 06 (18 ag. 1904)</ref> En el número 34 de la segunda época se hacía saber que se estaba preparando un número extraordinario dedicado exclusivamente a la figura de la mujer, «La dona catalana» que sería de participación exclusiva de mujeres. Este número, si es que se llegó a hacer, no salió nunca a la luz.